# 김경학
김경학(1995년 3월 15일 ~ )은 대한민국의 축구 선수이다.